# Emil Schmid (Mediziner)
Emil Karl Schmid (* 3. Mai 1871 in Mährisch Neustadt; † 5. Januar 1941 in Wien) war ein österreichischer Mediziner und Schriftsteller.

## Leben
Als Sohn eines Kremser Professors geboren, studierte Schmid mit einem Stipendium der k.u.k. Statthalterei Medizin in Wien. Während seines Studiums wurde er 1890 Mitglied der Burschenschaft Alemannia Wien und später auch der Burschenschaft Albia Prag. Er wurde zum Dr. med. promoviert. 1897 fand seine Bestallung statt. Er arbeitete als praktischer Arzt in Wien. Er war auch als Schriftsteller tätig.

## Veröffentlichungen (Auswahl)
- Das Mysterium des Weibes. Schauspiel in vier Aufzügen. Innsbruck 1918.
- Kaiser Max von Mexiko. Ein Sang aus Habsburgs Vergangenheit. Wien 1931.